# Fraunhofer-Institut für Digitale Medientechnologie
Das Fraunhofer-Institut für Digitale Medientechnologie IDMT ist eines von 76 Instituten der Fraunhofer-Gesellschaft.
Der Hauptsitz des Instituts befindet sich auf dem Campus der Technischen Universität Ilmenau. Das Institut hat außerdem eine Außenstelle in Oldenburg, den Institutsteil -, Sprach- und Audiotechnologie HSA.

## Forschung und Entwicklung
Unter dem Claim »Where AI means Audio Intelligence« dreht sich am Hauptsitz in Ilmenau alles um die sichere und effiziente KI-basierte Erkennung und Klassifizierung von Audio- und Videodaten. Unsere Lösungen kommen beispielsweise bei der Überwachung von Industriegeräuschen, bei medienforensischen Analysen, zur Klassifizierung und Empfehlung von Musik, in Broadcasting- und Medienanwendungen sowie in den Bereichen Umwelt- und Biodiversitätsmonitoring zum Einsatz. Ein wichtiger Aspekt bei der Erfassung, Auswertung, Speicherung und Übermittlung von Daten ist der vertrauenswürdige Umgang mit diesen Informationen. Hierfür entwickelt das Institut geeignete Werkzeuge, die den Schutz von sensiblen Unternehmens- und Maschinendaten sowie personenbezogenen Daten gewährleisten.
Ein weiterer Schwerpunkt liegt in der Entwicklung maßgeschneiderter Lösungen zur Produktion und Wiedergabe authentischer und räumlicher Klangerlebnisse für die Bereiche Professional Audio, Entertainment und Automotive. Darüber hinaus arbeitet das Institut an Verfahren zur aktiven Verbesserung und gezielten Erzeugung von Schallfeldern, die beispielsweise im Leichtbau von Fahrzeugen zur Reduzierung unerwünschter Geräusche zum Einsatz kommen können.
Am Ilmenauer Hauptsitz und dem Oldenburger Institutsteil HSA arbeiten derzeit insgesamt mehr als 200 Mitarbeiterinnen und Mitarbeiter, Promovierende, Studierende und Auszubildende aus mehr als 18 Nationen.
Das Institut verfügt über eine mehr als zwanzigjährige, international anerkannte Expertise in den Bereichen Psycho- und Elektroakustik, Audiotechnik, multimodale Analyse von Audio- und Videodaten sowie Medienforensik und maschinelle Lernverfahren.
Geleitet wird das Institut seit Oktober 2019 von Joachim Bös.

## Geschichte
Die Institutsgeschichte in Ilmenau beginnt im Jahr 2000 mit der Gründung der Fraunhofer-Arbeitsgruppe für Elektronische Medientechnologie (AEMT) als Außenstelle des Fraunhofer-Instituts für Integrierte Schaltungen IIS in Erlangen. Geleitet wird die Arbeitsgruppe und das spätere Fraunhofer-Institut bis 2019 von Professor Karlheinz Brandenburg.
In den ersten Jahren wird von der Arbeitsgruppe ein neues Soundsystem entwickelt, das eine extrem realistische Audiowiedergabe in beliebigen Räumen ermöglicht. Das Hörerlebnis basiert auf dem Prinzip der Klangfeldsynthese, das an der TU Delft (Niederlande) erfunden wurde. Im Jahr 2003 wurde das System erstmals der Öffentlichkeit vorgestellt.
Zum 1. Januar 2004 wurde die Arbeitsgruppe in das eigenständige Fraunhofer-Institut für Digitale Medientechnologie IDMT überführt und feiert in diesem Jahr sein 20. Institutsjubiläum.
Im August 2008 wurde die Projektgruppe Hör-, Sprach- und Audiotechnologie als Außenstelle des Fraunhofer IDMT in Oldenburg gegründet. Seit 2018 nennt sich die Projektgruppe Institutsteil. Auf der Hannover Messe 2019 unterzeichneten die Fraunhofer-Gesellschaft gemeinsam mit dem Niedersächsischen Ministerium für Wissenschaft und Kultur (MWK) eine Absichtserklärung für den Institutsteil, um diesen in ein eigenes Fraunhofer-Institut für Hör-, Sprach- und Neurotechnologie zu überführen.

## Institutsteil Hör-, Sprach- und Audiotechnologie HSA

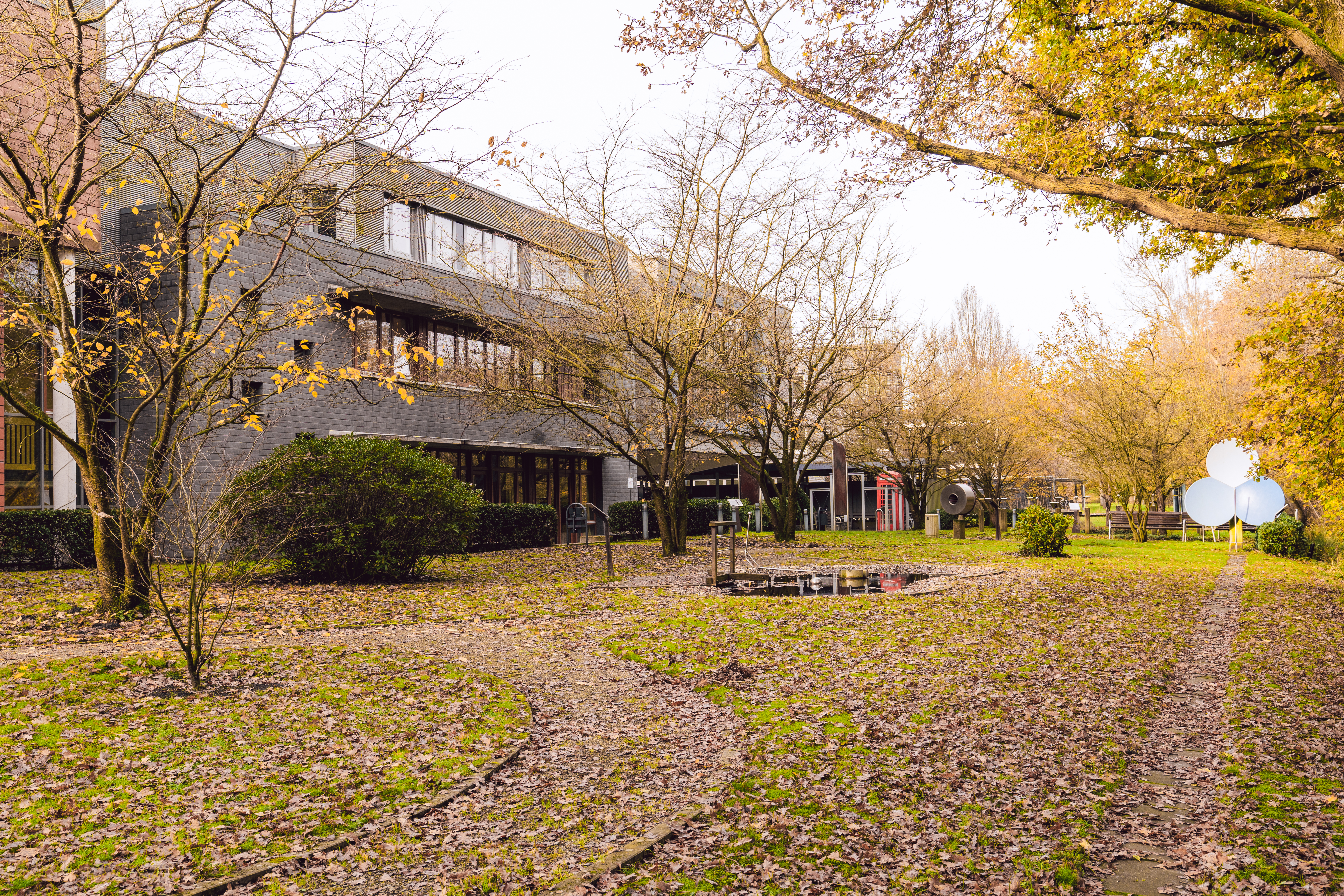
Fraunhofer IDMT Institutsteil Hör-, Sprach- und Audiotechnologie HSA in Oldenburg

Der Institutsteil Hör-, Sprach- und Audiotechnologie HSA konzentriert seine Arbeit auf die Überführung von Forschungserkenntnissen aus den Bereichen der menschlichen Hörwahrnehmung und der Mensch-Technik-Interaktion, in technologischen Anwendungen. Weitere Schwerpunkte der angewandten Forschung sind außerdem die Verbesserung von Sprachverständlichkeit, die personalisierte Audiowiedergabe sowie akustische Sprach- und Ereigniserkennung. Diese Schwerpunkte finden in den Bereichen Verbraucherelektronik, Verkehr und Automotive, der Produktion und der Telekommunikation Anwendung. 2018 wurde bekanntgegeben, dass das Fraunhofer IDMT die Audiotechnologie für den Smart Speaker „Hallo Magenta“ der Deutschen Telekom entwickelt hat. Weitere Schwerpunkte liegen auf den mobilen Neurotechnologien zur Erfassung von Gehirnaktivitäten außerhalb des Labors sowie auf körpernaher Sensorik zur Erfassung von Vitaldaten.
Der Institutsteil wird zur Überführung in ein eigenes Fraunhofer-Institut für Hör-, Sprach- und Neurotechnologie durch das Niedersächsische Ministerium für Wissenschaft und Kultur und die Volkswagen Stiftung gefördert. Im September 2022 wurde bekanntgegeben, dass der Institutsteil im Rahmen der „Fraunhofer-Initiative Niedersachsen“ zusammen mit drei weiteren Fraunhofer-Standorten in Niedersachsen gefördert wird. Aufbauend auf dem bisherigen Leistungsangebot des Oldenburger Institutsteils HSA sollen die Arbeitsgebiete „Connected Health“, „Neurotechnologie“, „The Hearing Car“, „HSN4Production“ sowie „Voice Enabled Devices“ zu einem Portfolio mit Alleinstellungsmerkmalen auf den Gebieten Hör-, Sprach- und Neurotechnologie (HSN) beitragen. Damit sichert sich das Fraunhofer IDMT-HSA eine langfristige Ausbauperspektive für die kommenden Jahre.
Bei The Hearing Car® bauen die Forscherinnen und Forscher auf langjährige Expertise im Bereich KI-gestützter Audiotechnologie und die Zusammenarbeit mit Autobauern. Gemeinsam arbeiten sie daran Autos einen „Gehörsinn“ zu verschaffen, damit eine akustische Wahrnehmung von Außengeräuschen am und im Fahrzeug möglich wird, die die Forschung an autonom fahrenden Fahrzeugen vorantreibt. Im Automotive-Bereich arbeitet der Institutsteil Hör-, Sprach- und Audiotechnologie HSA zudem an der individuellen Klanganpassung mit Hilfe der „YourSound“-Technologie und konnte diese bereits erfolgreich in Fahrzeugen der Mercedes-Benz Group AG implementieren sowie in Consumer Headphones der Marke Sennheiser der Sonova Holding AG.
Das Fraunhofer IDMT in Oldenburg hat eine neuartige Aufnahme- und Analysemethode für das zeitgleiche Monitoring verschiedener Vital- und Bewegungsdaten via Radar im Bereich Connected Health entwickelt. Die Forschenden testen den Einsatz des Radars auch im Fahrzeug, um die Vitalparameter des Fahrenden zu überwachen, z. B. bei Berufskraftfahrenden oder perspektivisch in autonomen Fahrzeugen. Außerdem soll die Verwendung am Gefahrenarbeitsplatz Mitarbeitende zukünftig zusätzlich zu bisherigen Schutzmaßnahmen absichern. Zuhause kann das Radar Daten für ein Schlafmonitoring liefern. Ebenso wird die Einbettung in einen smarten Assistenten für das stationäre oder häusliche Leben anvisiert. Die Fraunhofer-Gesellschaft hat für das beschriebene Verfahren ein Patent angemeldet (Patentnummer: 102022208945.6).

## 3D-Sound
Von besonderer Bedeutung ist das vom Fraunhofer IDMT entwickelte 3D-Soundsystem SpatialSound Wave zur realistische Audiowiedergabe in beliebigen Räumen. Das System basiert auf dem Prinzip der Klangfeld- bzw. Wellenfeldsynthese und schafft einen natürlichen und immersiven Klangeindruck über nahezu den gesamten Wiedergaberaum. Die neue Technologie kann überall dort eingesetzt werden, wo Flächen mit natürlichem Klang beschallt werden sollen. Dazu gehören Theater, Live-Bühnen, Multimedia-Installationen, Planetarien und Virtual-Reality-Anwendungen.
Aktuell arbeiten die Forschenden daran, das 3D Soundsystem in die neue Generation Fahrzeuge zu bringen.
Das Soundsystem ist unter anderem seit 2004 auf der Seebühne der Bregenzer Festspiele installiert. Zur Umsetzung des Beschallungskonzeptes wurden 820 Lautsprecher rund um den Zuschauerbereich der Seebühne installiert.
Auch die Seefestspiele Mörbisch auf der Seebühne Mörbisch am Neusiedler See arbeiten seit 2006 mit der 3D-Soundtechnologie. Jeder der rund 6.200 Zuhörer kann damit den Gesang der Künstler und deren Bewegungen auf der Bühne aus der Richtung wahrnehmen, aus der sie auch tatsächlich kommen. Die Seebühne ist die größte Freilicht-Operettenbühne der Welt.

## Kooperationen
Das Fraunhofer IDMT unterhält enge Forschungskooperationen mit verschiedenen Hochschulen, arbeitet in mehreren Fraunhofer-internen Forschungsverbünden und ist Mitglied in über 50 regionalen, nationalen und internationalen Verbänden und Gremien.
- Als Mitglied des Fraunhofer-Geschäftsbereichs Digital Media, einem Zusammenschluss von vier Einrichtungen der Fraunhofer-Gesellschaft, arbeitet das Institut an Schlüsselkomponenten für das digitale Kino. Das Spektrum der Arbeiten reicht von der Kamera- und Speichertechnik über neuartige 3D-Audiosysteme, Trackingsysteme für virtuelles Studio, Projektions- und Übertragungstechnik bis hin zu Systemlösungen für digitale Archivierung.

Weitere Verbünde, in denen das Institut Mitglied ist, sind:
- Fraunhofer-Verbund IUK-Technologie
- Fraunhofer-Allianz Big Data und Künstliche Intelligenz BIG DATA AI
- Fraunhofer-Allianz Verkehr
- Fraunhofer Geschäftsbereich Vision
- Leistungszentrum Intelligente Signalanalyse- und Assistenzsysteme InSignA
- Forschungsgruppe Smart Ocean Technologies

Neben internen Netzwerken arbeitet das Fraunhofer IDMT in Ilmenau eng mit universitären Einrichtungen zusammen. Dazu gehört u. a. die Technische Universität Ilmenau die den Grundlagenforschungsbedarf des Fraunhofer IDMT abdeckt. Zudem ist der Leiter des Fraunhofer IDMT, Joachim Bös, auch Leiter des Fachgebiets Industrielle Anwendungen von Medientechnologien an der Fakultät für Maschinenbau.
Auch mit der Oldenburger Jade Hochschule, der Carl von Ossietzky Universität Oldenburg, der Hochschule Emden/Leer und der Berliner Universität der Künste gibt es enge Kooperationen. Am Hörstandort Oldenburg ist der Institutsteil Hör-, Sprach- und Audiotechnologie HSA eng verbunden mit dem Exzellenzcluster „Hearing4all“ und dem Sonderforschungsbereich HAPPAA an der Universität Oldenburg. Das Fraunhofer IDMT ist von Beginn an Teil des Hearing4all-Clusters, welches im Rahmen der Exzellenzstrategie des Bundes seit 2012 gefördert wird. Die zweite Förderperiode läuft nun seit 2019.